# Аньяк
Аньяк — река в России, протекает по Башкортостану. Устье реки находится в 0,4 км по правому берегу реки Кушкаяк. Длина реки составляет 15 км.
Притоки: Соккул (лв), Чёрная Вода (пр).
Система водного объекта: Кушкаяк → Ай → Уфа → Белая → Нижнекамское водохранилище → Кама → Волга → Каспийское море.

## Данные водного реестра
По данным государственного водного реестра России относится к Камскому бассейновому округу, водохозяйственный участок реки — Ай от истока и до устья, речной подбассейн реки — Белая. Речной бассейн реки — Кама.
Код объекта в государственном водном реестре — 10010201012111100022372.